# Huhu-Käfer

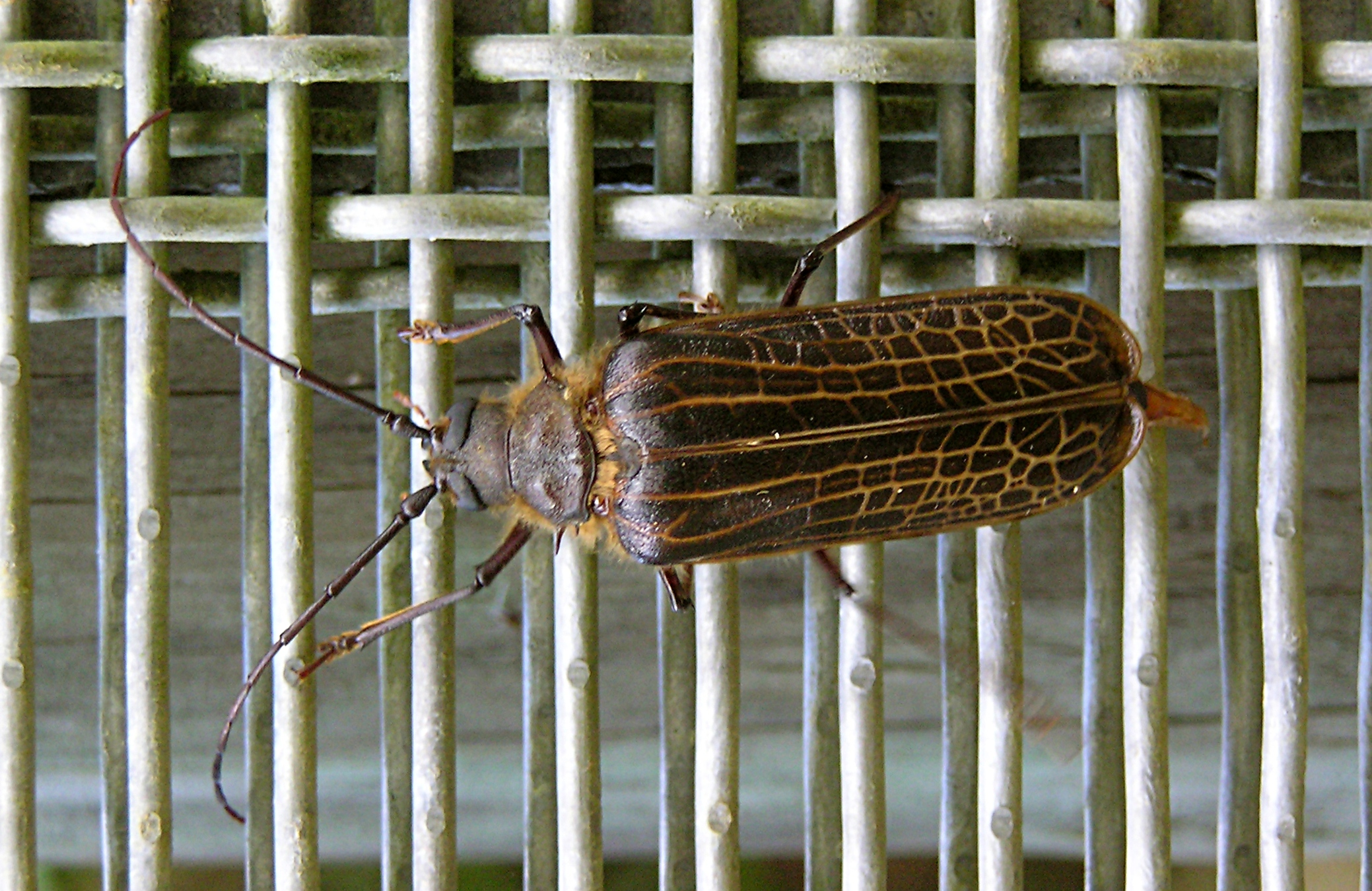
Weibchen

Der Huhu-Käfer (Prionoplus reticularis) ist eine in Neuseeland vorkommende Käferart aus der Familie der Bockkäfer (Prioninae). In der maorischen Sprache wird für die Art der Trivialname huhu verwendet. Die einzelnen Larven- und Puppenstadien werden als tunga rakau oder tunga haere, tatake und pepe bezeichnet; der flugfähige Käfer wird dann tunga rere genannt.

## Merkmale

### Imago
Die Käfer erreichen eine Körperlänge von bis zu 50 Millimetern. Sie sind damit die größte in Neuseeland vorkommende Käferart. Ober- und Unterseite sind dunkel- bis rotbraun gefärbt. Auf den Deckflügeln heben sich gelbliche Längsstreifen ab, die gegen Flügelende in ein Gittermuster übergehen. Der Prothorax ist mit hellbraunen Härchen überzogen. Die Hinterflügel sind unter den Deckflügeln zusammengefaltet, in Ruhestellung nicht sichtbar und werden nur zum Fliegen bei angehobenen Deckflügeln entfaltet. Die langen Fühler erreichen bei den Männchen die gesamte, bei den Weibchen etwa zwei Drittel der Körperlänge. Sie sind mehrgliedrig und in regelmäßigen Abständen mit knötchenartigen Verdickungen und kurzen Stacheln versehen, die bei den Männchen deutlicher ausgebildet sind. Die Mandibel sind sehr kräftig, wodurch die Käfer in der Lage sind, selbst hartes Holz zu zerbeißen. Weibchen besitzen am Körperende eine Legeröhre. Die rotbraunen Beine sind mit Stacheln versehen, die stark gekrümmten Krallen sind gabelförmig.

### Präimaginalstadien
Das Weibchen legt die Eier in Ballen von 10 bis zu 50 Stück überwiegend unter die Borke von Totholz oder in bereits im Holz vorhandene Öffnungen. Von der Form ähneln die Eier einem verlängerten Rotationsellipsoid mit spitzen Enden. Sie sind etwa drei Millimeter lang und cremefarben.
Die gelbliche Larve hat eine glatte Haut, ist mit Einschnürungen in mehrere Segmente unterteilt und verjüngt sich zum Ende hin leicht. Ausgewachsene Larven erreichen eine Länge von 50 bis 75 Millimetern. Die einzelnen Segmente sind mit Tracheen versehen.
Die ebenfalls gelbliche Puppe zeigt mehrere Einschnürungen am Hinterleib. Die späteren Fühler und Beine des Käfers heben sich bereits vom übrigen Puppenkörper ab.

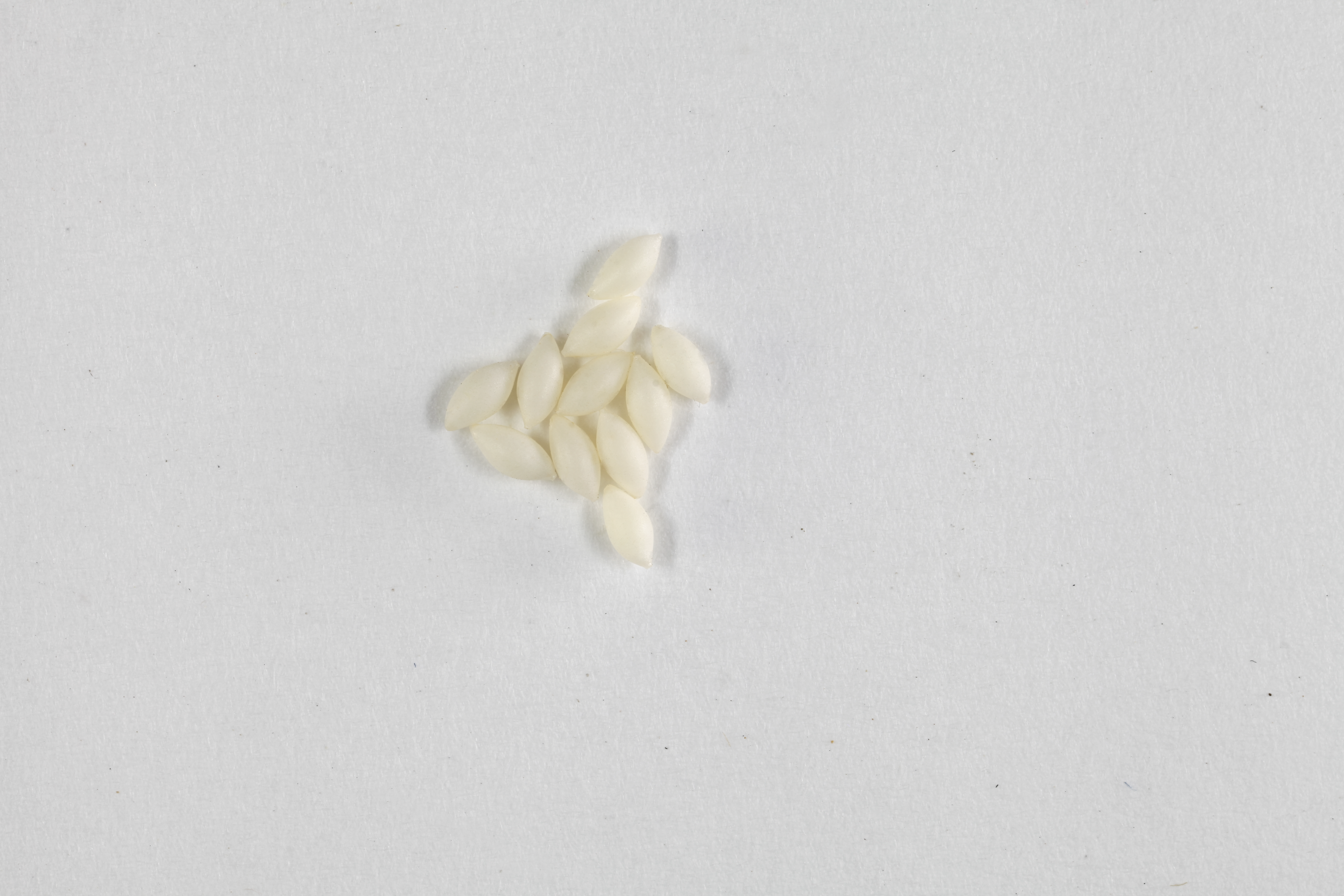
Eier
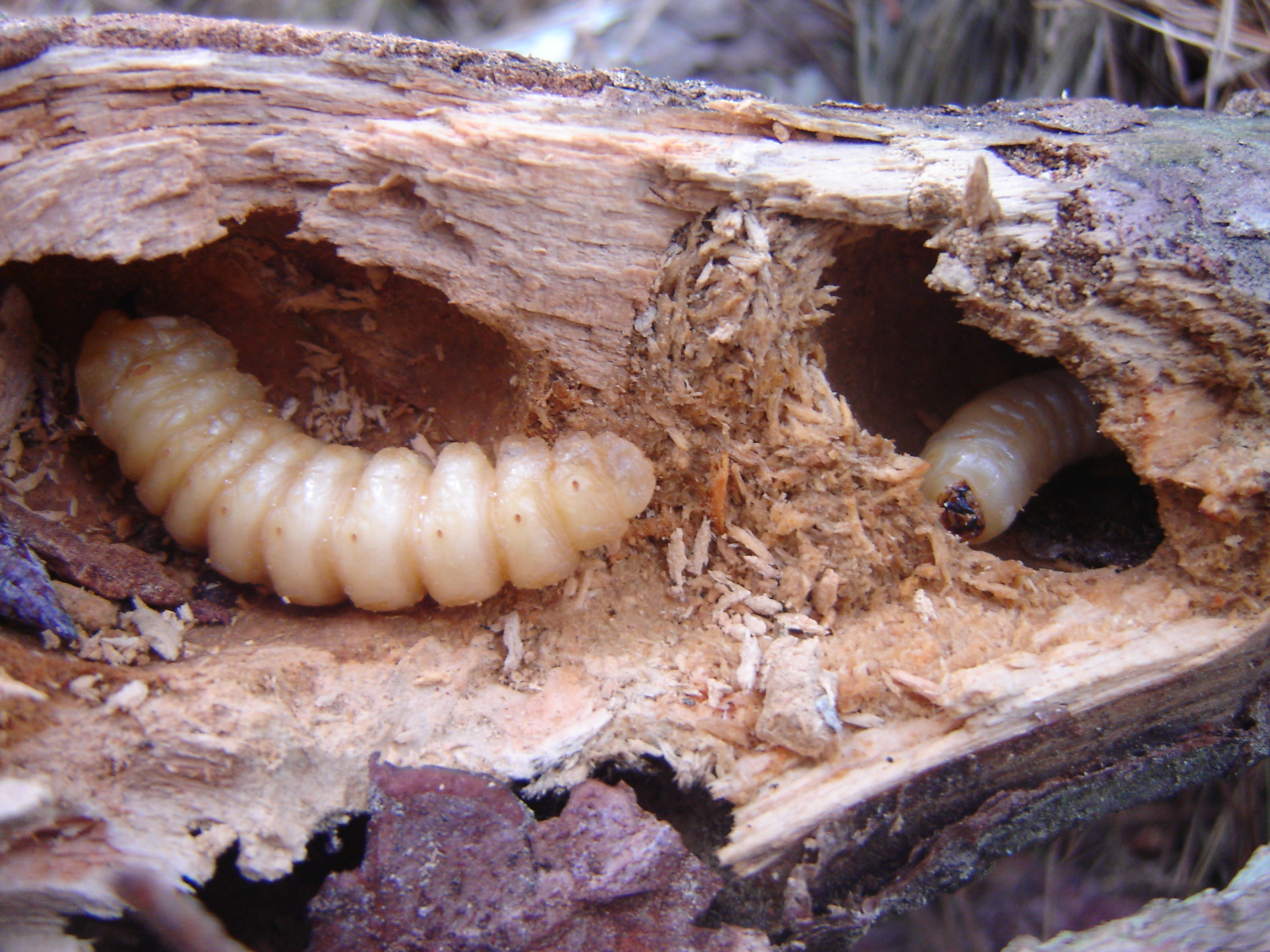
Larven in Totholz
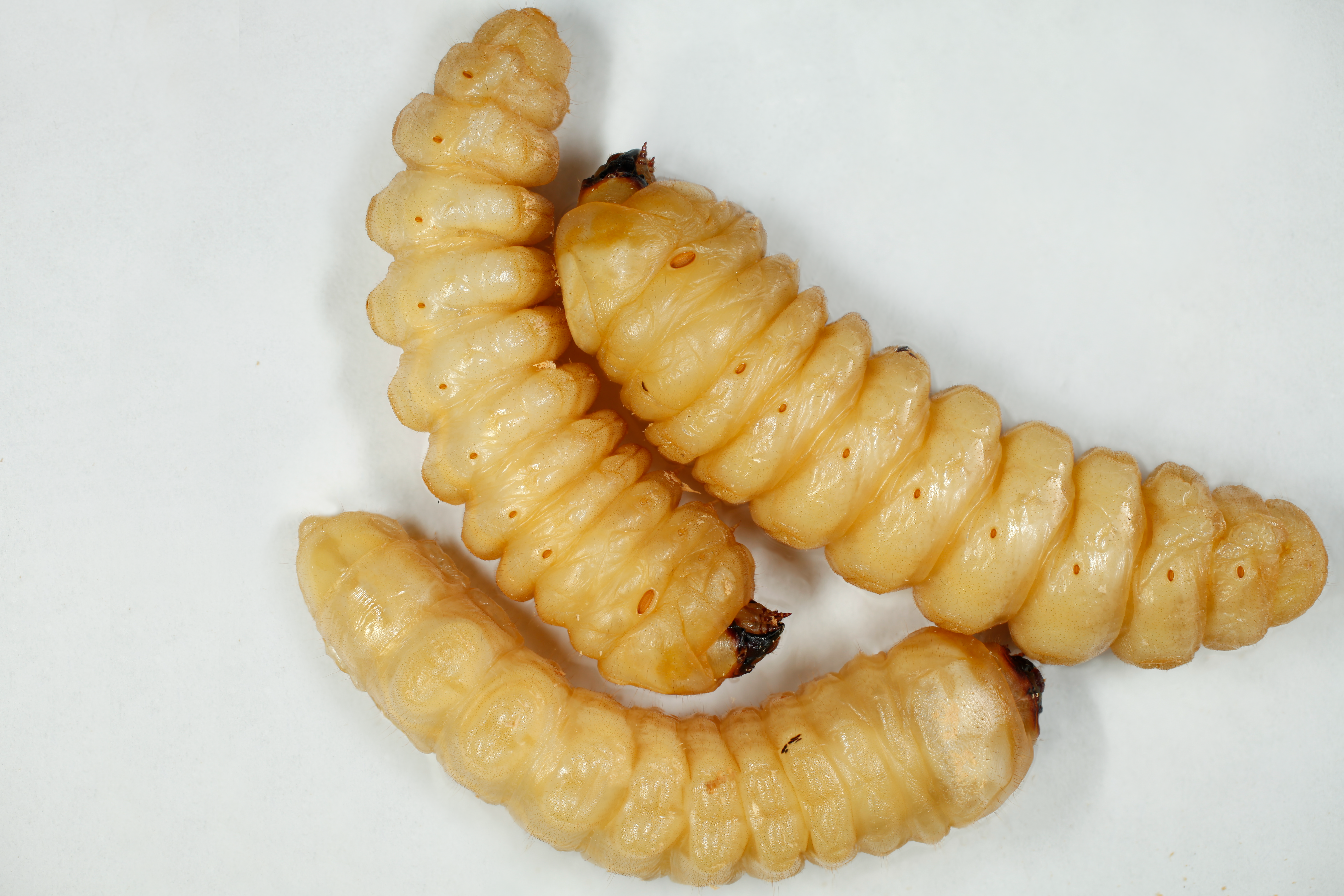
Ausgewachsene Larven
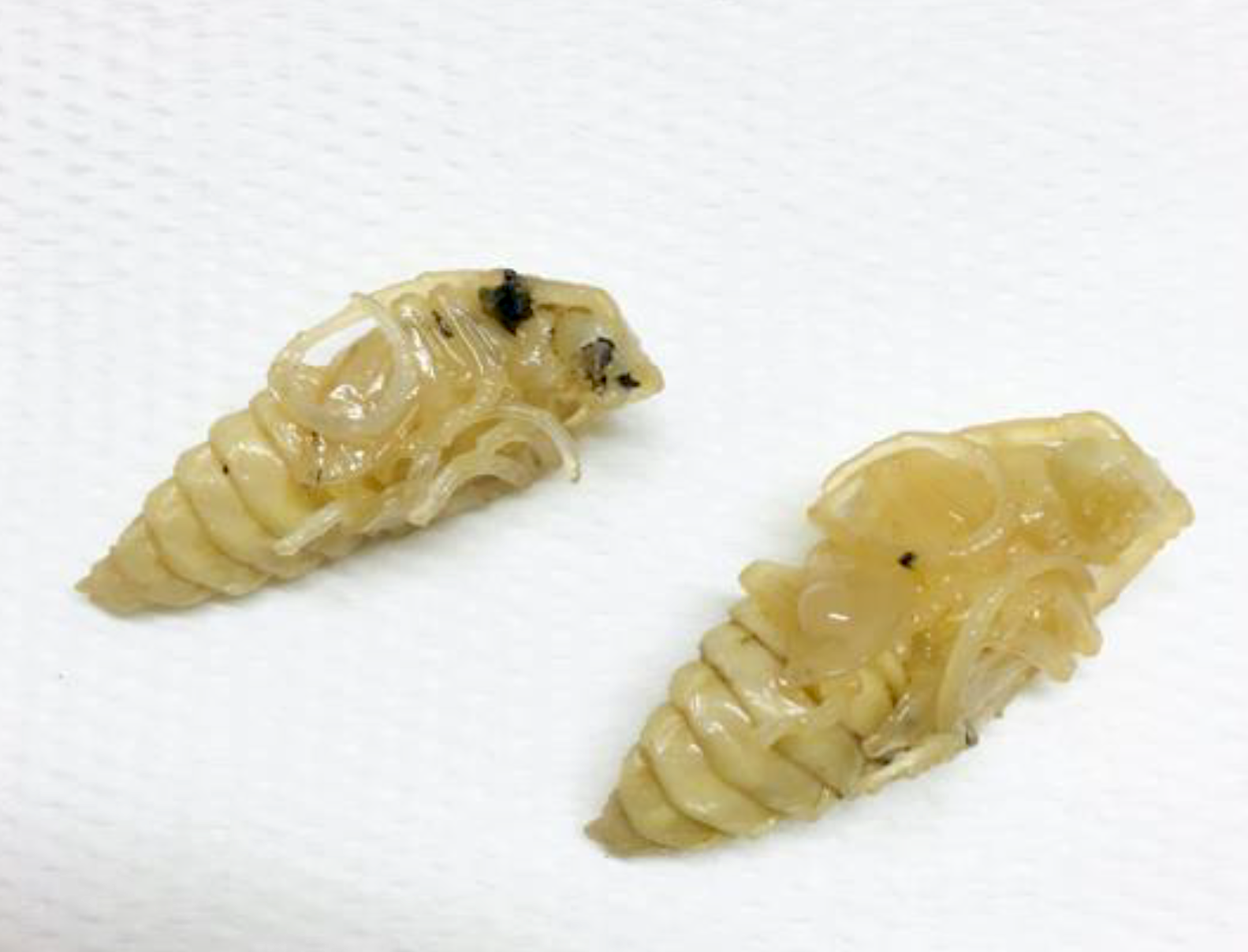
Puppen
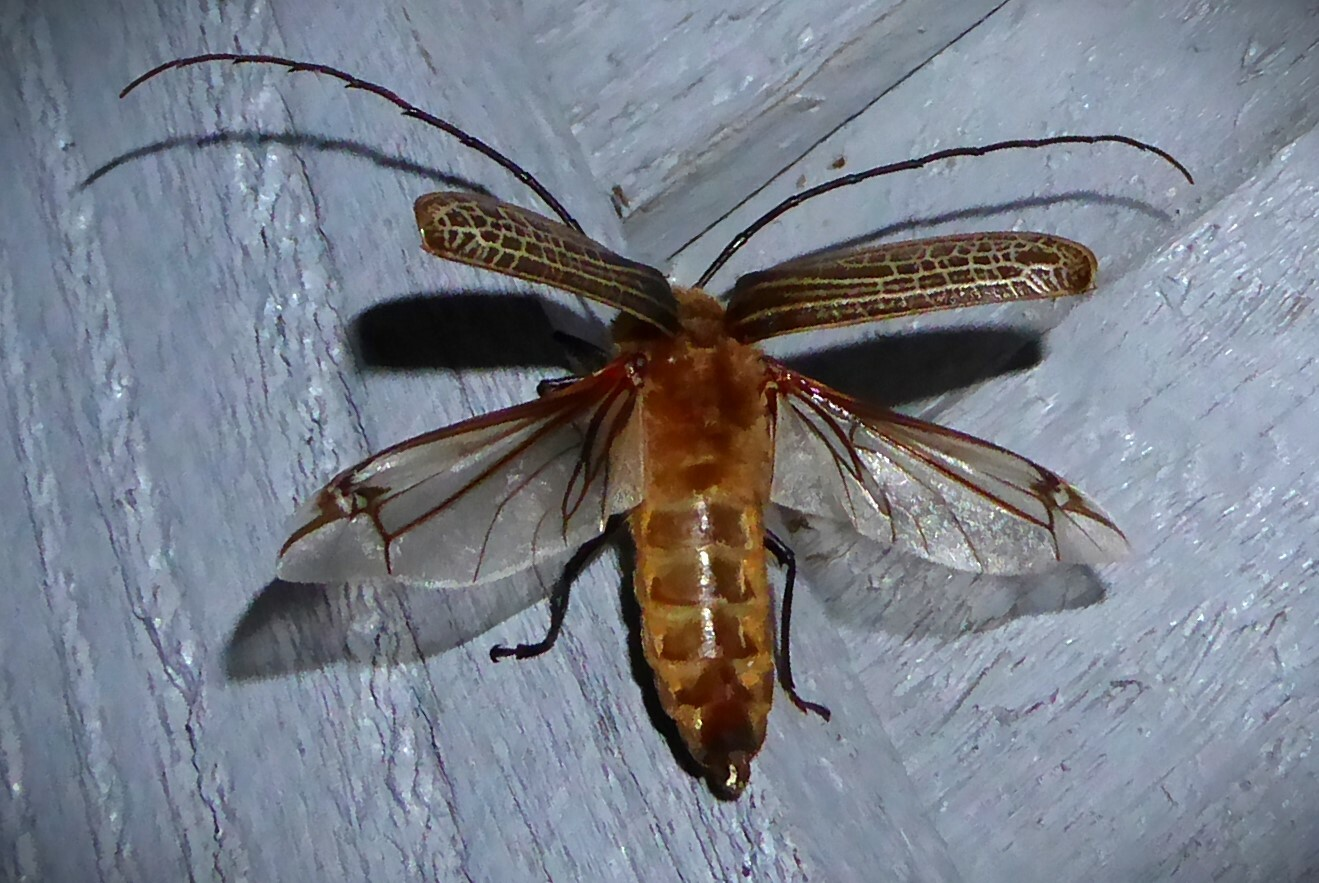
Auffliegender Käfer

## Ähnliche Arten
Aufgrund ihrer Größe und ihrer Deckflügelzeichnung ist die Art unverwechselbar.

## Vorkommen und Lebensraum
Der Huhu-Käfer kommt in Neuseeland endemisch vor. Die Tiere leben sowohl in trockenen als auch in feuchten Wäldern mit altem Baumbestand. Die Höhenverbreitung reicht vom Meeresspiegel bis auf 1400 Meter.

## Lebensweise

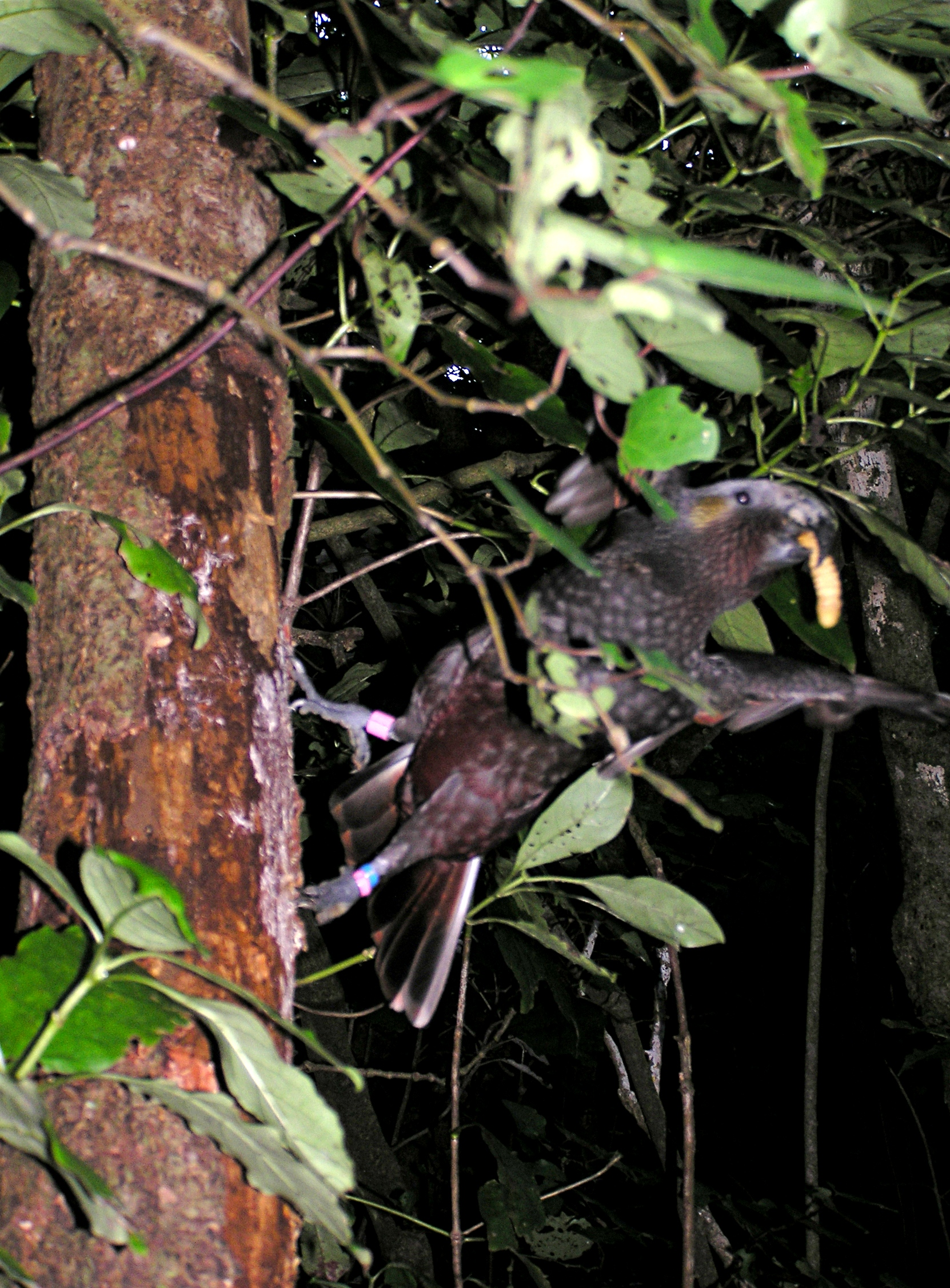
Kaka mit Huhu-Käfer-Larve

Die Imagines des Huhu-Käfers sind im neuseeländischen Sommer zwischen November und März, schwerpunktmäßig zwischen November und Januar anzutreffen. Sie sind dämmerungs-, jedoch überwiegend nachtaktiv und fliegen gerne künstliche Lichtquellen an. Ihre durchschnittliche Lebensdauer ist mit etwa zwei Wochen relativ kurz. Sie nehmen während dieser Zeit keine Nahrung zu sich. Die Weibchen sind zuweilen flugträge und senden Pheromone aus, um die Männchen anzulocken. Nach der Begattung werden die Eier bevorzugt in moderndes Holz gelegt, das einen Feuchtigkeitsgehalt von mehr als 25 % besitzen soll. Nach drei bis vier Wochen schlüpfen die Larven, die sogleich Gänge in das Holz fressen. Sie ernähren sich ausschließlich von Holz. Das Larvenstadium erstreckt sich über zwei bis drei Jahre. Die Dauer der Entwicklung hängt von der Temperatur, dem Feuchtigkeitsgehalt und dem Nährwert des Holzes ab. Die ausgewachsenen Larven zimmern im Holz eine Kammer, in der sie sich verpuppen, und verstopfen den Ausgang mit groben Sägespänen. Nach einer Puppenruhe von ca. 25 Tagen schlüpfen die Käfer und verlassen nach einigen Tagen das Innere ihres bisherigen Lebensraums, indem sie sich durch einen Tunnel von 10 bis 20 Millimeter Durchmesser nach außen durch das Holz fressen.
Zu den Wirtspflanzen der Art zählen Acacia, Eukalypten, Beilschmiedia, Amberbäume, Scheinbuchen und Pappeln. Der Huhu-Käfer wurde auch vielfach an der eingeführten Monterey-Kiefer (Pinus radiata) nachgewiesen.
Aufgrund ihres Nährwerts haben Huhu-Käfer und ihre Larven viele Fressfeinde, dazu zählen Mäuse, Igel, Kakas, Neuseeland-Kuckuckskäuze, Elstern und weitere Vogelarten sowie Wildschweine. Deren Auswirkung auf die Gesamtzahl der Huhu-Käfer-Populationen in den Wäldern wird als unbedeutend eingeschätzt. Die Populationsdichte hängt eher mit der Verfügbarkeit von geeigneten Tot- und Moderholzangeboten zusammen.

## Huhu-Käfer-Larven als Nahrungsmittel

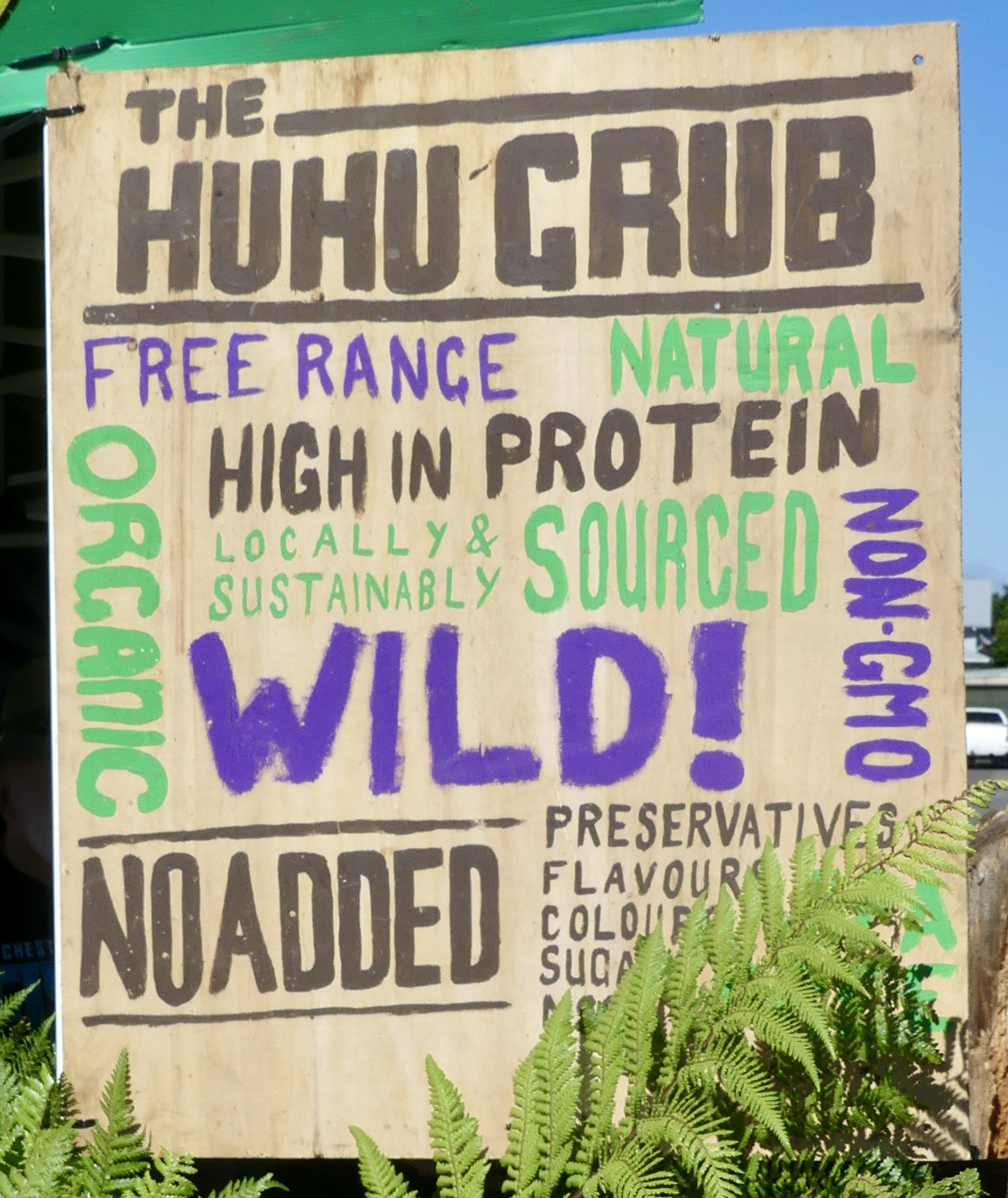
Werbetafel für das Hokitika Wildfoods Festival 2021

Die Ureinwohner Neuseelands, die Māori, pflegen seit Jahrhunderten eine teilweise entomophagische Ernährung. Zu den verzehrten Insektenprodukten zählen auch die Larven des Huhu-Käfers. Eine Analyse der Bestandteile der Larven ergab eine große Schwankungsbreite, beispielsweise variiert der Feuchtigkeitsgehalt zwischen 58,7 und 75,2 %. Wesentliche Bestandteile sind außerdem Proteine und Fette sowie 1,5 bis 3,2 % Restprodukte (einschließlich Mineralien) bezogen auf Trockenmasse. Es zeigte sich, dass Huhu-Käfer-Larven erhebliche Mengen an Nährstoffen enthalten. Vom Institute of Food Science & Technology wurde die Suche nach vierzig Mineralien bei vier verschiedenen Entwicklungsstadien von im Freiland entnommenen Exemplaren durchgeführt, bei kleinen, mittleren und großen Larven sowie Puppen. Das Institut ermittelte 28 Mineralien, von denen 11 als essentiell, 13 als nicht wesentlich und vier als Schwermetalle erkannt wurden. Die am häufigsten vorkommenden Mineralien waren Mangan, Magnesium, Phosphor, Eisen, Kupfer und Zink. Es wurde festgestellt, dass der Gehalt von Arsen und Vanadium unterhalb des Nachweisniveaus liegt, Cadmium und Blei hingegen waren nachweisbar. Das Fazit des Instituts lautet: Der mäßige Verzehr von Huhu-Käfer-Produkten ist sicher und nahrhaft.
Der Verzehr der Huhu-Käfer-Larven wurde nach und nach von weiteren Teilen der Bevölkerung Neuseelands übernommen. Im Rahmen des seit 1990 jährlich im März stattfindenden Hokitika Wildfoods Festival in Hokitika werden u. a. ungewöhnliche tierische Produkte verzehrt, dazu zählen Schafshoden (lokal Mountain Oysters genannt) und Huhu-Käfer-Larven.
Von lokalen Fischern werden Huhu-Käfer-Larven zuweilen als Angelköder genutzt.

## Wirtschaftliche Bedeutung
Huhu-Käfer bevorzugen zur Entwicklung zwar Totholz, zuweilen werden die Eier jedoch auch in Kernholz platziert, sofern ein Baum Angriffsflächen aufgrund von Verletzungen oder abgestorbenen Zweigen bietet. Gefällte Bäume, die im Wald liegen bleiben, können in den Sommermonaten befallen werden. In holzverarbeitenden Betrieben werden zuweilen Eier zwischen Brettern oder in Holzstapeln gefunden. In unbehandeltem Holz können unter feuchten Bedingungen durch die Fraßspuren der sich entwickelnden Larven schwere Schäden entstehen. Exporthölzer, auf denen Eier gefunden werden, müssen vor dem Versand mit Brommethan begast werden. Waren jedoch schon Larven in das Holz eingedrungen, muss ein Export unterbleiben. Trotz dieser Probleme zeigt der Käfer in Wäldern auch eine vorteilhafte Seite, da seine Larven den Abbau von Totholz, Stümpfen und Sturmschäden an Bäumen beschleunigen. Alle Löcher, Tunnel und Gänge, die die Larven anlegen, bedeuten, dass auch Bakterien und Pilze eindringen können, die die Verrottung von Totholz schneller weiterführen.